# Glaive
Ash Blue Gutiérrez , conocido como Glaive, es un cantante, compositor americano. Después de publicar varias canciones hyperpop en SoundCloud (al inicio de la pandemia de COVID-19) ganó varios seguidores, lo que lo llevó a firmar un contrato discográfico con Interscope Records. Lanzó su EP debut, Cypress Grove, en 2020. Su álbum debut, I Care So Much That I Don't Care At All, fue publicado el 14 de julio de 2023.

## Primeros años y carrera
Nació el 20 de enero de 2005 en Florida. Su padre jugaba polo profesional y su familia vivió cerca de Sarasota por nueve años antes de mudarse a Hendersonville, Carolina del Norte. Desde 2023, no asiste a la preparatoria. Su última clase fue su primera y única clase en casa. Antes de empezar su carrera en solitario, estaba en una banda. 

### 2020–2022Cypress Grove, All Dogs Go to Heaven, Then I'll Be Happy y Old Dog, New Tricks
Desde el inicio de la pandemia de COVID-19, mientras asistía a la preparatoria virtualmente, Glaive empezó a grabar música en su habitación. Su nombre fue inspirado por un arma del videojuego de 2016 Dark Souls III. Publicó su primera canción en SoundCloud en abril del 2020 usando dicho alias. Empezó a colaborar con otros artistas hyperpop después de conocerlos a través de servers de Discord. Rápidamente empezó a ser popular en SoundCloud. Dan Awad, su actual mánager, lo descubrió gracias a su canción "Sick" en verano de 2020. Al poco tiempo, Glaive empezó a aparecer regularmente en listas de reproducción de "Hyperpop" en Spotify, y firmó un contrato discográfico con Interscope Records. 
Ash lanzó el sencillo "Clover" el 5 de agosto de 2020. El 13 de noviembre del mismo año lanzó el sencillo "Eyesore", el cuarto y último sencillo de su EP debut, Cypress Grove. El 19 de ese mismo mes, el EP fue publicado a través de Interscope Records tras haberlo escrito y grabado en una semana. El sencillo principal "Cloak N Dagger" para su EP colaborativo con Ericdoa, Then I'll Be Happy, fue lanzado el 21 de enero de 2021. El video musical de su canción "Astrid", dirigido y filmado por Hunter Ray Barker y Charlie Grant, fue publicado en febrero. El sencillo principal de su segundo EP, All Dogs Go to Heaven, "I Wanna Slam My Head Against The Wall" fue lanzado en marzo. En abril, colaboró con Aldn en "What Was the Last Thing U Said", y en junio, apareció en el sencillo de Renforshort "Fall Apart" de su EP Off Saint Dominique. Este mes, él lanzó el segundo sencillo de All Dogs Go to Heaven, "Detest Me",y en julio, su tercer sencillo, "Bastard". Publicó el EP a inicios de agosto,y después lanzó un EP colaborativo con Ericdoa, titulado Then I'll Be Happy, en octubre.Tuvieron una gira como un dúo por América del Norte en apoyo del lanzamiento, junto a Midwxst, Aldn, y Underscores. Glaive siguió con "Prick" en noviembre,el sencillo principal de la versión deluxe de All Dogs Go to Heaven, titulada "Old Dog, New Tricks", que fue lanzada con cuatro canciones más en enero de 2022. 

### 2022-presente: Primera gira principal y I Care So Much That I Don't Care at All
Glaive embarcó en su primera gira como cabeza de cartel en apoyo de Old Dog, New Tricks, con Aldn y Midwxst como teloneros durante tres semanas en febrero de 2022.Él empezó recorriendo Europa en junio como un acto secundario para el tour de The Kid Laroi, "End of the World Tour", e igual como un artista independiente.Ese mes lanzó el sencillo "Minnesota Is a Place That Exists" y anunció una gira de apoyo, la que sería su segunda gira en Norteamérica.Después, en ese mismo mes, lanzó el sencillo "Three Wheels and It Still Drives!".
El álbum de estudio debut de Glaive, I Care So Much That I Don't Care at All, fue lanzado el 14 de julio de 2023.El sencillo principal, "As If", fue publicado el 28 de abril de 2023 y samplea a Timothée Chalamet durante su actuación de la obra de teatro de 2016 Prodigal Son.El primero de mayo, Glaive anunció su tercera gira en Norteamérica en apoyo al álbum, con la participación de Origami Angel, Oso Oso, y Polo Perks, la cual se llevó a cabo desde el 27 de julio al 19 de agosto.El 17 de mayo, Glaive lanzó un segundo sencillo, "I'm Nothing That's All I Am".El 5 de junio, anunció su segunda gira por Europa en apoyo al álbum, la cual se llevó a cabo desde el 11 al 21 de noviembre.El 7 de julio publicó un tercer sencillo, "All I Do Is Try My Best", segunda canción en el álbum en ser acompañada con un video musical.El 30 de junio, Glaive lanzó un cuarto sencillo, "The Car", tercero del álbum en ser acompañado con un video musical.
El 26 de enero de 2024, Glaive lanzó el sencillo "Huh", grabado en Hope, Alaska.

## Estilo de música
La música de Glaive ha sido descrita a menudo como Hyperpop, pero él se refiere como "canciones pop puras" o sin "nada hyper sobre ellas", y afirma la etiqueta de hyperpop es un resultado de él asociándose con otras personas que son parte de este género.También ha sido considerado un pionero del género digicore, una rama del hyperpop más underground que utiliza elementos de trap y emo rap con una ética de bricolaje.Su música incluye elementos del midwest emo, emo, glitch, pop punk, hip hop, trap, EDM, e indie rock.Glaive comenta que su música habla sobre "estar molesto o enojado", y ha admitide que su inspiración es el hip hop.Sus letras también abordan temas como alienación y salud mental.
Colin Joyce de The Fader describió las canciones de Glaive como un "salto de género" y "seguras de sí mismas", mientras que Pigeons and Planes dijo que Glaive adoptó un "enfoque libre para todos" en su música y tiene "un don para la estructura y la melodía". Justin Curto de Vulture calificó las letras de Glaive como "dolorosamente honestas", mientras que Jeff Ihaza de Rolling Stone escribió que Glaive "tiene una habilidad con la vulnerabilidad lúcida". Andrew Unterberger, de Billboard, llamó a Glaive un "artista pop de vanguardia". Daisy Jones de Vice afirmó que su sonido era "dulce, emotivo e intuitivo".

## Vida personal
Glaive es bisexual.Aborda su salida del armario e identidad en I Care So Much That I Don't Care at All, y específicamente en canciones como "As If".

## Discografía

### Álbumes de estudio
| Título                                  | Detalles |
| --------------------------------------- | --- |
| I Care So Much That I Don't Care at All | - Publicado: 14 de julio de 2023 - Discográfica: Interscope Records - Formatos: LP, CD, descarga digital, streaming |

### EPs
| Título                            | Detalles |
| --------------------------------- | --- |
| Cypress Grove                     | - Publicado: 19 de noviembre de 2020 - Discográfica: Interscopio - Formato: LP, descarga digital, streaming |
| All Dogs Go to Heaven             | - Publicado: 6 de agosto de 2021 - Discográfica: Interscopio - Formato: Descarga digital, streaming         |
| Then I'll Be Happy (con Ericdoa ) | - Publicado: 6 de octubre de 2021 - Discográfica: Interscopio - Formato: Descarga digital, streaming        |
| Ovine Hall (como Ovine Hall)      | - Publicado: 14 de mayo de 2023 - Discográfica: Autoeditado - Formato: Descarga digital, streaming          |
| A Bit of a Mad One                | - Publicado: 23 de febrero de 2024 - Discográfica: Interscopio - Formato: Descarga digital, streaming       |

### EPs Deluxe
| Título              | Detalles                                                                                                |
| ------------------- | --- |
| Old Dog, New Tricks | - Publicado: 27 de enero de 2022 - Discográfica: Interscopio - Formato: LP, descarga digital, streaming |